# Municipio San Pedro de Curahuara
Das Municipio San Pedro de Curahuara liegt im Departamento La Paz im südamerikanischen Anden-Staat Bolivien.

## Lage im Nahraum
Das Municipio San Pedro de Curahuara ist eines von drei Municipios der Provinz Gualberto Villarroel und liegt im zentralen Teil der Provinz. Es grenzt im Westen an das Municipio Chacarilla, im Süden an das Departamento Oruro, im Osten an das Municipio Papel Pampa und im Norden an die Provinz Aroma.
Das Municipio hat 79 Ortschaften (localidades), der zentrale Ort des Municipio ist San Pedro de Curahuara mit 472 Einwohnern im westlichen Teil des Municipio. Größere Ortschaften im Municipio sind Villa Manquiri mit 477 Einwohnern und Chilahuala mit 149 Einwohnern. (Volkszählung 2012)

## Geographie
Das Municipio San Pedro de Curahuara liegt auf dem bolivianischen Altiplano auf einer mittleren Höhe von 4000 m östlich des Höhenrückens der Serranía de Huayllamarca und wird nach Norden durch den Río Desaguadero begrenzt.
Die Jahresdurchschnittstemperatur des Municipio liegt bei 9 °C, der Jahresniederschlag beträgt etwa 450 mm (siehe Klimadiagramm Curahuara de Carangas). Die Region weist ein ausgeprägtes Tageszeitenklima auf, die Monatsdurchschnittstemperaturen schwanken nur unwesentlich zwischen 7 °C im Juli und 11 °C im Dezember. die Monatsniederschläge liegen zwischen 0 und 10 mm in den Monaten Mai bis August und nahe 100 mm von Dezember bis Februar.

## Bevölkerung
Die Einwohnerzahl des Municipio San Pedro de Curahuara ist zwischen 1992 und 2024 auf etwa das Doppelte angestiegen:
| Jahr | Einwohner | Quelle       |
| ---- | --------- | ------------ |
| 1992 | 5447      | Volkszählung |
| 2001 | 8103      | Volkszählung |
| 2012 | 8776      | Volkszählung |
| 2024 | 9044      | Volkszählung |

Die Lebenserwartung der Neugeborenen lag im Jahr 2001 bei 60,5 Jahren, die Säuglingssterblichkeit ist von 10,3 Prozent (1992) auf 7,1 Prozent im Jahr 2001 gesunken.
Der Alphabetisierungsgrad bei den über 19-Jährigen beträgt 84,3 Prozent, und zwar 93,8 Prozent bei Männern und 73,3 Prozent bei Frauen (2001).
73,2 Prozent der Bevölkerung sprechen Spanisch, 96,8 Prozent sprechen Aymara, und 0,3 Prozent Quechua. (2001)
98,8 Prozent der Bevölkerung haben keinen Zugang zu Elektrizität, 78,7 Prozent leben ohne sanitäre Einrichtung (2001).
74,3 Prozent der Haushalte besitzen ein Radio, 2,1 Prozent einen Fernseher, 74,5 Prozent ein Fahrrad, 1,8 Prozent ein Motorrad, 2,0 Prozent einen PKW, 0,0 Prozent einen Kühlschrank, 0,4 Prozent ein Telefon. (2001)

## Politik
Ergebnis der Regionalwahlen (concejales del municipio) vom 4. April 2010:
| Wahl- berechtigte |  | Wahl- beteiligung | gültige Stimmen |  | MAS-IPSP | M.P.S. | MSM    | UNIR   | UN    |
| ----------------- |  | ----------------- | --------------- |  | -------- | ------ | ------ | ------ | ----- |
| 3.202             |  | 2.929             | 2.344           |  | 974      | 473    | 464    | 318    | 115   |
|                   |  | 91,5 %            | 80,0 %          |  | 41,6 %   | 20,2 % | 19,8 % | 13,6 % | 4,9 % |

Ergebnis der Regionalwahlen (elecciones de autoridades políticas) vom 7. März 2021:
| Wahl- berechtigte |  | Wahl- beteiligung | gültige Stimmen |  | MAS-IPSP | J.A.LLALLA.L.P. | MTS    | PBCSP  | SOL.BO | PDC    |
| ----------------- |  | ----------------- | --------------- |  | -------- | --------------- | ------ | ------ | ------ | ------ |
| 3.842             |  | 3.425             | 3.126           |  | 2.087    | 744             | 191    | 21     | 21     | 13     |
|                   |  | 89,15 %           | 91,27 %         |  | 66,76 %  | 23,80 %         | 6,11 % | 0,67 % | 0,67 % | 0,42 % |

## Gliederung
Das Municipio untergliederte sich bei der letzten Volkszählung von 2012 in die folgenden elf Kantone (cantones):
- 02-1801-01 Kanton San Pedro de Curahuara – 15 Ortschaften – 2.121 Einwohner (2001: 1.570 Einwohner)
- 02-1801-02 Kanton Chilahuala – 1 Ortschaft – 149 Einwohner (2001: 220 Einwohner)
- 02-1801-03 Kanton Puerto Capitan Castrillo – 3 Ortschaften – 360 Einwohner (2001: 97 Einwohner)
- 02-1801-04 Kanton Jankho Marca – 8 Ortschaften – 1.206 Einwohner (2001: 1.025 Einwohner)
- 02-1801-05 Kanton Villa Manquiri – 9 Ortschaften – 1.455 Einwohner (2001: 998 Einwohner)
- 02-1801-06 Kanton Pedro Domingo Murillo – 9 Ortschaften – 644 Einwohner (2001: 1.298 Einwohner)
- 02-1801-07 Kanton Río Mulato Kari – 16 Ortschaften – 891 Einwohner (2001: 847 Einwohner)
- 02-1801-08 Kanton Jalsuri – 5 Ortschaften – 839 Einwohner (2001: 737 Einwohner)
- 02-1801-09 Kanton Waldo Ballivian – 10 Ortschaften – 860 Einwohner (2001: 999 Einwohner)
- 02-1801-10 Kanton Conchari – 2 Ortschaften – 83 Einwohner (2001: 215 Einwohner)
- 02-1801-11 Kanton German Busch – 1 Ortschaft – 168 Einwohner (2001: 97 Einwohner)

## Ortschaften im Municipio San Pedro de Curahuara
- Kanton San Pedro de Curahuara
  - San Pedro de Curahuara 472 Einw.

- Kanton Chilahuala
  - Chilahuala 149 Einw.

- Kanton Villa Manquiri
  - Villa Manquiri 477 Einw.

- Kanton Pedro Domingo Murillo
  - Araj Huma 55 Einw.

- Kanton Waldo Ballivián
  - Waldo Ballivián 144 Einw.